# 令政策
令政策（1952年5月—），原名令狐政策，山西省平陆县人，中华人民共和国政治人物。曾任山西省政协副主席。为同样因涉嫌严重违纪而接受调查的全国政协副主席、原中共中央统战部部长、前中共中央总书记胡锦涛的秘书、前中共中央办公厅主任令计划二哥。曾当选为中共十七大代表，九届山西省委委员。
毕业于山西大学中文系。1973年11月加入中国共产党，1968年10月参加工作。后担任山西省粮食厅副厅长。2000年，担任山西省粮食局副局长、山西省发展计划委员会副主任。2004年，担任山西省发展和改革委员会主任。2004年4月至2008年1月，任山西省发展和改革委员会主任、党组书记。2008年1月至2008年4月，任山西省政协副主席，省发展和改革委员会主任、党组书记。2008年4月，任山西省政协副主席。2014年6月19日，因涉嫌严重违纪违法，接受组织调查。2015年8月21日被开除党籍和公职。2016年10月18日，令政策受贿案在常州市中级法院开庭，检方指控令政策受贿1607万余元人民币。法庭将择期宣判。
2016年12月16日，江蘇常州市中級人民法院一審令政策受賄1600多萬人民幣罪名成立，判處其有期徒刑12年半，并处罚金人民币一百五十万元。